# ماكنالي باتريك
باتريك دين ماكنالي (مواليد 20 ديسمبر 1937) هو رجل أعمال بريطاني، وصحفي سابق ورياضي في سباقات السيارات. كان مؤسساً ومديراً تنفيذياً لمجموعة فورمولا 1، التي تولّت أمور الدعاية وأمور استضافة فعاليات فورمولا 1 مع نادي بادوك.
بدأ مسيرته المهنية صحفياً في مجلة أوتوسبورت المختصة في رياضة السيارات، بعد سباقات موسميّ 1968 و1968 أصبح ماكنالي مستشار رعاية لدى مارلبورو. في عام 1983، أسس ماكنالي مجموعة فورمولا 1، وهي شركة مقرها في سويسرا، حصلت على حقوق الدعاية والإعلان لحلبات سباقات فورمولا 1. بحلول 1984، وسّعت الشركة عملياتها وأنشأت نادي فورمولا 1 بادوك. عمل ماكنالي بشكلٍ وثيقٍ مع بيرني إكليستون، وينسب لهما الفضل في كونهما المصممان المعماريان الرئيسيات لفورمولا 1 الحديثة.